# Maison Louis Carré
La Maison Louis Carré es una vivienda diseñada por el arquitecto finlandés Alvar Aalto para el galerista de arte Louis Carré y su mujer Olga. Se encuentra en la comuna francesa de Bazoches-sur-Guyonne, a unos 40 kilómetros de París. Desde 1996 es patrimonio nacional y pertenece a la Asociación Alvar Aalto.

## Historia y diseño
Alvar Aalto y Louis Carré se conocieron en 1956 en Venecia, cuando se inauguró el pabellón de Finlandia en la Bienal de Arquitectura, diseñado por Aalto. En este encuentro Carré le pidió al arquitecto que realizase los planos de su nueva casa. Entre las peticiones del cliente estaba la idea de que la casa fuera «pequeña por fuera y grande por dentro» y que el techo fuese un elemento arquitectónico de gran relevancia, por lo demás, le dio a Aalto completa libertad en el diseño de la vivienda y sus alrededores. Los trabajos de construcción se iniciaron en 1956 y fue inaugurada en 1959, pero las obras continuaron hasta 1961.
Siguiendo la elevación del terreno, el tejado es a un agua, y fue realizado con pizarra procedente de la zona. Las paredes exteriores son principalmente de ladrillos encalados, mientras que el zócalo y el adoquinado se hicieron en piedra caliza, la misma que se utilizó para la catedral de Chartres. En el interior predomina la madera de pino procedente de la Laponia finlandesa. Las paredes y la iluminación están concebidas para la exposición de obras de arte.